# Roland Dubuc
Pour les articles homonymes, voir Dubuc.
Roland Dubuc est un artiste peintre et sculpteur français né le 28 janvier 1924 à Caudebec-lès-Elbeuf (Seine-Maritime). Il vécut à Rouen dès 1940, ensuite au Havre (1948), puis dans le 18e arrondissement de Paris à partir de 1950 (successivement rue Saint-Vincent, rue Myrha et rue Francœur), à Boudry (Suisse) à partir de 1972, à Cherbourg de 1980 à 1984, de nouveau à Paris avant de s'installer au soir de sa vie à Elbeuf (Seine-Maritime) où il est mort le 27 février 1998. Il signait ses tableaux R.DuBuc.

## Biographie
Roland Lucien Dubuc naît le 28 janvier 1924 au 5, rue Delescluze à Caudebec-lès-Elbeuf, domicile de ses parents Sénateur Jules Dubuc ((Ouville-la-Rivière 1881-?), journalier de profession, et son épouse née Fernande Ernestine Canival (Elbeuf 1889-?), ménagère de profession, dont il est ainsi le sixième des treize enfants. 
La grande précarité dans laquelle vit la famille contraint Roland à travailler dès l'âge de quatorze ans. Il est alors ouvrier dans une entreprise de peinture en bâtiment d'Elbeuf puis gagne Rouen où, dans l'extrême pauvreté, il est logé par l'Armée du salut. Il n'en fréquente pas moins bientôt le milieu des artistes rouennais, en particulier Léonard Bordes, Pierre Le Trividic et Michel Frechon qui le prennent en amitié et lui prodiguent des conseils, le troisième lui apprenant plus particulièrement la technique du dessin au fusain. Gérald Schurr attribue cependant à Roland Dubuc un autre maître, Lionel Vergetas.
Le 6 septembre 1947, Roland Dubuc épouse à Caudebec-lès-Elbeuf Norette Dorival. De cette union qui est un échec (le divorce sera prononcé le 3 décembre 1952) naît pourtant un fils que notre artiste ne connaîtra pas avant 1996. Roland Dubuc n'est pas d'une sédentarité stable : dès 1948, il vit un temps au Havre où on le sait lié aux peintres Fred Pailhès et Jef Friboulet ainsi qu'à la Galerie Hamon qui lui achète de ses œuvres. Arrivant à Paris en 1950, il s'installe à Montmartre, dans un misérable immeuble (aujourd'hui démoli) sans eau ni électricité situé rue Saint-Vincent, et est cependant rapidement remarqué de Michel Doddoli qui l'expose dans sa nouvelle galerie avant de soutenir sa participation au salon Grands et jeunes d'aujourd'hui. Roland Dubuc est ainsi évoqué par Jacqueline Strahm : « Dans bon nombre d'hôtels du quartier, on découvre ses toiles qu'il offrit aux tauliers pour régler ses séjours. Dubuc, on le voyait à la Mascotte, au Bruant, un peu partout. On le croisait aux Abbesses où il avait un minuscule atelier-studio… Le peintre exerça divers petits métiers pour vivre et pouvoir s'adonner à son art. Il n'hésita pas, pour se faire de l'argent, à entrer dans une cage aux fauves pour y peindre un tableau. Il fit aussi le clown dans un cirque. Ce grand malin réussit encore le tour de force de vendre à des touristes américains la fontaine Wallace de la place Émile-Goudeau. Lesquels, le lendemain de la transaction, se rendirent sur la place armés de pics et de pioches. Rentrèrent bredouilles. Dubuc, on s'en doute, se planquait ce jour-là ».
Roland Dubuc épouse Édith Loisel le 19 décembre 1960 en la mairie du 18e arrondissement de Paris, union qui, si elle donne naissance à ses deux filles Florence et Véronique, se terminera par une séparation en 1968 et un second divorce prononcé le 10 octobre 1970. Son exposition de 1962 à la Galerie contemporaine le révèle également sculpteur. Cette part de son œuvre se constitue de bustes parmi lesquels on cite le peintre Gen Paul, son propre autoportrait, ou majoritairement des clowns qui énoncent la permanence de sa relation au monde du cirque.
Arrivant à Boudry (Suisse) en 1972 dans l'idée d'y séjourner quelques semaines, Roland Dubuc y restera six ans, des familles de la ville hébergeant généreusement cet ami sans revenu et sans logis : parmi ces hôtes boudrysans, Anne-Marie et Claude Musy l'évoqueront en des épithètes d'« extravagant, marginal, fêtard, anarchiste, indépendant, clodo », maîtrisant toujours, dans sa passion du cirque, l'art de faire le clown. Roland Dubuc peut ainsi peindre de nombreux paysages de la région, exposer dans une galerie genevoise, vendre quelques toiles au Musée du Petit-Palais, mener une vie enfin confortable. 
Roland Dubuc passe ensuite quatre années chez un ami médecin à Cherbourg, ville où il était venu dans les années 1960 afin de réaliser les fresques murales d'un manoir. En 1984, année où il effectue un nouveau séjour à Boudry, il revient vivre à Paris où l'année 1985 inaugure un important cycle d'expositions dans la galerie qu'ouvre Jean-Paul Villain, l'un de ses plus anciens collectionneurs, puis Roland Dubuc s'installe finalement à Elbeuf où, le 27 février 1998, il meurt dans son dernier atelier. 
« Témoin avec Gen Paul et Maurice Utrillo d'un époque où l'art était un mode de vie », Roland Dubuc laisse le souvenir d'un « homme merveilleux, avec Maurice Estève l'un des derniers peintres de l'École de Paris moderne, ayant vécu toute sa vie à côté du "système" dont il riait beaucoup ».

## Expositions

### Expositions personnelles
- Galerie Michel Doddoli, Paris, 1950.
- Roland Dubuc - Sculptures, Galerie contemporaine, rue de Châteaudun, Paris, 1962.
- Galerie Jacqueline Laugier, rue Lepic, Paris, 1972, 1979.
- Galerie Pittiglio, Paris, 1980.
- Galerie Jean-Paul Villain, Paris, 1985, 1986, 1987, 1989, décembre 1991, novembre-décembre 1997, 1999, novembre-décembre 2009[9].
- Novotel, Le Gosier (Guadeloupe), 1988.
- Galerie Taylor, Pau, 1990.
- Galerie François et Gontier, Lille, 1990.
- Galerie Elite Arte, Genève, 1990.
- Exposition itinérante au Japon (organisée par la chaîne de télévision NHK), 1995.
- Royal Gallery, Deauville, 1996.
- Galeria e ediçöes de arte, Porto (Portugal), 1997.
- Restaurant Côté jardin, Le Neubourg (Eure), 1997.
- Restaurant Le 745, Lomme, novembre-décembre 2009[9].
- Vente de l'atelier Roland Dubuc, Hôtel des ventes d'Auvers-sur-Oise (William Le Calvez, commissaire-priseur), 2010.
- La Passade, Boudry, mars-avril 2013[5].
- La Galerie, Elbeuf, avril 2016.
- Galerie Slot, Saint-Ursanne, janvier-février 2017.

### Expositions collectives
- Salon Grands et jeunes d'aujourd'hui, Paris, vers 1957.
- Vingt artistes contemporains - Céelle, Philippe Cara Costea, Roland Dubuc, Frédéric Menguy..., Château d'Excideuil, juillet-août 1994.
- L'École de Paris, Galerie Le plangolin, Épalinges, décembre 2002.
- Paris, de la Butte Montmartre au street art, Galerie Septentrion, Marcq-en-Barœul, février 2013[7].

## Réception critique
- « ...L'un des derniers de la Bohême authentique, celle de la vache enragée qu'on tire nuit et jour dans les ruelles étroites des collines de Montmartre. » - Jacky-Armand Akoun[10]
- « Dans le sillage poétique du paysagisme rouennais, mais cet élève de Lionel Vergetas et de Michel Fréchon voyage beaucoup à travers l'Europe et transpose avec art les singularités propres à la nature et à la lumière de chaque pays qu'il traverse. L'écriture lyrique, voire hâtive, de Roland Dubuc reste impressionnée par celle de Maclet; comme lui, il signe de très nombreuses vues de La Butte. » - Gérald Schurr[2]
- « Naïf, populiste, expressionniste de plein droit, il se situe du côté des Mathieu Verdilhan, des Gen Paul, par la rusticité délibérée du dessin, le "débondage" des empâtements de couleurs. » - Dictionnaire Bénézit[11]

## Prix et distinctions
- Médaille d'argent de la ville de Paris, pour la toile La fanfare des pompiers de Montmartre.

## Musées et collections publiques
- Musée de Montmartre, Paris, La place des Abbesses, toile.
- Musée du Petit Palais, Genève[12].
- Ville de Caudebec-lès-Elbeuf, fresque murale extérieure (mur de l'espace Bourvil)[13].
- Mairie de Pleugriffet (Morbihan), deux toiles, Montmartre sous la neige (don Staub)[14].
- La Passade, Boudry (Suisse)[5].

## Collections privées
- Hôtel Ermitage Sacré-Cœur, 24, rue Lamarck, Paris, fresques murales montmartroises[15].